# Pamětní medaile 10. výročí ústavy Kazachstánské republiky
Pamětní medaile 10. výročí ústavy Kazachstánské republiky (kazašsky Қазақстан Конституциясына 10 жыл) je státní vyznamenání Kazachstánské republiky založené roku 2005.

## Historie a pravidla udílení
Pamětní medaile byla založena dekretem prezidenta Kazachstánské republiky č. 1555 ze dne 20. dubna 2005. Udělena byla občanům republiky i cizím státním příslušníkům za významný přínos k formování a rozvoji ústavního uspořádání Kazachstánu. Založena byla na památku desátého výročí vytvoření kazachstánské ústavy.

## Popis medaile

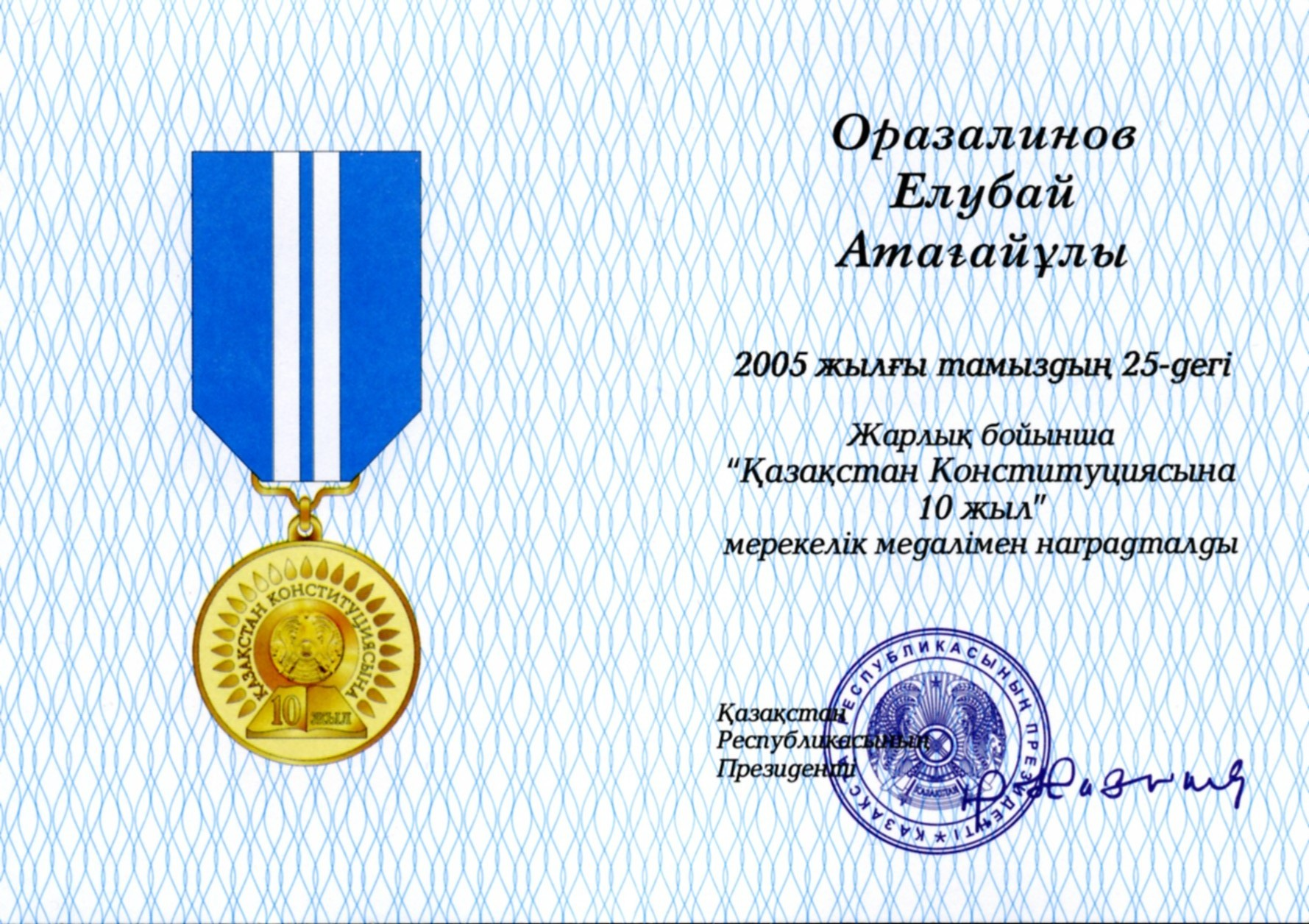
Osvědčení o udělení medaile

Medaile kulatého tvaru o průměru 34 mm je vyrobena z mosazi. Na přední straně medaile je při vnějším okraji stylizované slunce. Uprostřed je vyobrazen státní znak Kazachstánu. Mezi paprsky slunce a státním znakem je v kruhu nápis Қазақстан Конституциясына. Pod státním znakem je vyobrazena otevřená kniha symbolizující Ústavu Kazachstánské republiky, na níž je nápis 10 жыл. Na zadní straně je uprostřed nápis na dvou řádcích 1995 a 2005 oddělený od sebe vodorovnou čarou. Všechny motivy i nápisy jsou vyraženy. Okraje medaile jsou vystouplé.
Stuhou z hedvábného moaré je potažena kovová destička ve tvaru šestiúhelníku. Destička je vysoká 50 mm a široká 34 mm. Barva stuhy je modrá a svým odstínem odpovídá barvě státní vlajky. Uprostřed jsou dva bílé proužky široké 4 mm. Proužky jsou umístěny 12 mm od okraje. Na zadní straně je špendlík, kterým je medaile připínána k oděvu.
Medaile se nosí na stužce nalevo na hrudi. V přítomnosti dalších kazachstánských řádů je umístěna za nimi. Pamětní medaile 10. výročí ústavy Kazachstánské republiky byly vyráběny v kazachstánském městě Öskemen.